# United States Highway 61 Arch
Der United States Highway 61 Arch ist ein unter Denkmalschutz stehender Betonbogen über den U.S. Highway 61 an der Grenze zwischen den amerikanischen Bundesstaaten Missouri und Arkansas.

## Geschichte
Ende der 1910er Jahre hatte die Anzahl der Autos auch in den ländlichen Gebieten der Vereinigten Staaten stark zugenommen. Damit einher ging auch der Bedarf nach besseren Straßen. Vor allem in den ländlichen Bereichen waren die Straßen weitgehend unbefestigt. Zur Verbesserung der Verkehrsverhältnisse wurde mit dem Federal Aid Act von 1916 den Bundesstaaten erstmals Geld für Straßenbaumaßnahmen zur Verfügung gestellt. Im Gegenzug waren die Bundesstaaten verpflichtet, Fernstraßennetze zu planen. Schon bald bildeten sich entsprechende Baudistrikte.
Im Mississippi County in Arkansas wurde der Mississippi County Road Improvement District No. 1 gebildet. Vorsitzender des Distrikts wurde der Unternehmer Robert E. Lee Wilson. Durch den County führte als wichtigste Straße die als North-South Road bezeichnete Verbindung zwischen St. Louis und Memphis. Die Straße war jedoch in einem sehr schlechten Zustand, so benötigte man für 15 Meilen einen ganzen Tag Reisezeit. Der Straßendistrikt sammelte deshalb Geld aus Steuern, Anleihen und den Fördermitteln des 1921 beschlossenen Federal Aid Highway Act, um die Straße zu bauen. 1924 wurde die rund 76 Kilometer lange Straße durch das County befestigt und betoniert. Zu diesem Zeitpunkt waren rund 720 Kilometer Straße in ganz Arkansas befestigt. Mit den Fördermitteln aus dem Federal Aid Road Act verbunden war die Aufnahme in das US-Highway-System. Durch die Aufnahme wurde aus der North-South Road ein Teil des Highways 61.
Zum Gedenken an die Fertigstellung der Straße wurden an der nördlichen Grenze zu Missouri und an der südlichen Grenze zum Crittenden County ein Betonbogen errichtet. Die Straße war die erste befestigte Straße im County und wurde mit einem gewissen Stolz von den Einwohnern des Countys betrachtet. 
Der südliche Betonbogen wurden in den 1950er Jahren bei Straßenbauarbeiten beseitigt.
Mit den ab 1938 beginnenden Planungen wurde die Straße ab den 1950er Jahren Teil des Great River Road-Parkways. Mit dem Bau des weitgehend parallel verlaufenden Highways Interstate 55 verlor der Highway seine Bedeutung.
Dieser Bedeutungsverlust rettete den Bogen, der unweigerlich einem Ausbau der Straße zum Opfer gefallen wäre. Die Unterhaltung erfolgt durch das Arkansas Highway and Transportation Departement.

## Bauwerk
Der Betonbogen hat einen viereckigen Querschnitt. Er ist 4,6 Meter hoch und 6,10 Meter breit. Die Fundamente sind jeweils 0,4 m² groß. Zur Dekoration verfügt der Bogen auf jeder Seite über Zierrillen. Über der Öffnung befinden sich die Worte ENTERING MISSOURI und ENTERING ARKANSAS.
Die Bogenöffnung ist genauso breit wie die Straße. Eine Verbreiterung ist deshalb nicht möglich, ohne den Bogen zu zerstören.
Auf dem Bogen ist eine Bronzeplatte mit folgendem Inhalt auf dem Grundriss von Arkansas angebracht:
1924
F.A.P. No.100
R.I.D. No. 1 Mississippi Co.
----
Directors
R.E. Lee Wilson President
R.C. Rose Secretary
W.M. Taylor
----
G. Hunter Sykes Chief Engineer
H.R. Wilson State Highway Commissioner
R.C. Limerick State Highway Engineer
----
Contractor
H.H. Hall Construction Co.
----
Materials
Fischer Lime & Cement Co.
Gebaut wurde der Bogen von der H.H. Hall Construction Co., die auch für den Bau der Straße verantwortlich war.

## Lage
Der Bogen liegt rund 8 Kilometer nördlich von Blytheville und 11 Kilometer südwestlich von Steele. Die sonst von Nord nach Süd verlaufende Straße verläuft an dieser Stelle auf einer Länge von rund 800 Meter genau auf der Grenze zwischen den beiden Bundesstaaten in Ost-West-Richtung.
Durch diese geografische Besonderheit und dem Umstand, dass in Missouri niedrigere Steuern auf Benzin und Zigaretten bestanden, entstanden auf dem Abschnitt der Straße zeitweise elf Tankstellen. Dazu kamen Nachtclubs und Spielhallen. Der Bereich um den Torbogen erhielt deshalb in der Umgebung die Bezeichnung „Little Chicago“. Der Bau des Interstate und der damit verbundene Verlust an Verkehr führte dazu, dass bis 1989 alle Geschäfte schlossen.